# SF 37
SF 37 eller SF 37 Viggen var ett medeltungt fotospaningsflygplan konstruerat av Saab AB på beställning av Försvarets materielverk (ursprungligen Kungliga Flygförvaltningen).
Planet bygger på grundkonstruktionen Saab 37 Viggen vilken konstruerades för att kunna konfigureras till jakt-, attack- och spaningsplan i separata versioner, senare även avancerat skolflygplan. (Se AJ 37, Sk 37, SH 37, JA 37.)
Planet och var i operativ tjänst i Svenska flygvapnet mellan åren 1977 och 2005.

## Historik
Prototypen till SF 37 flög första gången 21 maj 1973. Grundkonstruktionen är samma som för AJ 37, men nospartiet, där flygplanets fasta kameror sitter monterade, är annorlunda. Kamerautrustningen består av sju kameror som kan fotografera både i dagsljus och mörker. SF 37 utvecklades för att ersätta S 35E Draken och är ett renodlat fotospaningsflygplan. De huvudsakliga uppgifterna är att fotografera kommunikationsmål, militärförband, radarstationer och andra verksamheter som förekommer vid fientliga förband. Mellan juni 1977 och februari 1980 levererade Saab 28 stycken SF 37 till Flygvapnet.[källa behövs]
| Flottilj | Avlöste | Tidsperiod | Ersatt av |
| -------- | ------- | ---------- | --------- |
| F 13     | J 35F   | 1977-1993  | –         |
| F 17     | J 35F   | 1978-1993  | JA 37     |
| F 21     | S 35E   | 1979-1996  | AJSF 37   |

## Kameror
Beroende av måltyp väljs antingen en låg överflygning med låghöjdskamerorna igång eller en fotografering från hög höjd med höghöjdssystemet. SF 37 flyger normalt inte spaningsuppdrag över hav eftersom flygplanet saknar radar, men om så ändå skulle ske är det som rotetvåa till en SH 37.
- SKa 24C/120 har en optik med 120 mm brännvidd, och används vid fotospaningsuppdrag på låg höjd. SF 37 har tre stycken sådana kameror och de är placerade så att de tillsammans ger de en bild från horisont till horisont.
- SKa 24C/57 har en optik på 57 mm och används för översiktsbilder och detaljfoton i lodplanet, bilderna från kameran används för att lättare orientera sig geografiskt vid utvärdering av foton från övriga kameror.
- SKa 31 har en optik på 600 mm och används vid lodfotografering från hög höjd. Genom att rikta in flygplanets läge i luften vid en brant sväng eller stigning ändras även kamerans riktning mot marken och föremål på långa avstånd kan fotograferas.
- VKa 702 - En lodriktad värmekamera som registrerar långvågig infraröd strålning, d.v.s. utstrålad värmeenergi. Används företrädesvis vid låghöjdsfotografering.
- MSK Vänster och MSK Höger är två mörkerspaningskapslar för mörkerfotografering som kan skruvas upp på vänster respektive höger sida om kroppen. MSK Vänster har tre stycken SKa 34-kameror med 76 mm optik monterade samt ett blixtaggregat. Kamerorna är placerade så att de tillsammans bilder en "solfjäder" som täcker 120 graders bildvinkel. Blixtaggregatet täcker endast 60 grader åt vänster. På höger sida skruvas MSK Höger upp som endast innehåller blixtaggregat som i sin tur lyser ut 60 grader till höger så att båda kapslarna tillsammans lyser ut 120 grader. Mörkerspaningssystemet arbetar i det kortvågiga infraröda området NIR (Near InfraRed) som ligger omedebart utanför rött synligt ljus. Kamerorna laddas med specialfilm känslig för NIR-området och både kameror och blixtreflektorer är filtrerade för det nära infraröda spektrumet. Eftersom systemt arbetar utanför det synliga området, så är blixtarna osynliga för blotta ögat. Systemet används för fotografering från låg höjd.

## Beväpning
SF 37 kan beväpnas med 2 stycken jaktrobotar av typen rb 24 för självförsvar. SF 37 kan bära en yttre kapsel med en aktiv motmedelsutrustning (U22) som stör ut fientlig radar samt även en passiv motmedelskapsel som kan fälla IR-facklor och metallklädda remsor.

## Modifieringsprogram
13 individer av SF 37 ingick i det modifieringsprogram som pågick mellan 1995 och 1997 för att få en begränsad JAS-kapacitet.[källa behövs] Det modifierade flygplanet kunde bära sex stycken Rb 24, 24J eller 74-robotar, men eftersom flygplanet saknade radar, var föraren tvungen att ha visuell kontakt med målet innan en robot kunde avfyras. De modifierade flygplanen betecknades därför AJSF 37 och placerades vid flottiljerna: Skånska Flygflottiljen F10, Blekinge flygflottilj (F 17) och Norrbottens flygflottilj (F 21), och var i tjänst fram till år 2005.

### Webbkällor
- Hawée, Göran. ”SF37 Viggen”. Arboga Elektronikhistoriska förening. http://www.aef.se/Flygvapnet/Notiser/SF37_Notis_2.htm. Läst 20 mars 2013.
- ”Nya spanings-Viggen - SF 37”. Flygvapennytt (2):  sid. 18-19. 1977. http://www.aef.se/Flygvapnet/Tidskrifter/FV_Nytt/Flygvapennytt_1977-2.pdf.